# Kanton Exmes
Der Kanton Exmes war von 1790 bis 2015 ein französischer Wahlkreis im Arrondissement Argentan, im Département Orne und in der Region Basse-Normandie; sein Hauptort war Exmes. Der Kanton Exmes war 158,77 km² groß und hatte (2006) 2796 Einwohner, was einer Bevölkerungsdichte von 18 Einwohnern pro km² entsprach. Er lag im Mittel auf 230 Meter über Normalnull, zwischen 98 Meter in Fel und 289 Meter in Courménil.

## Gemeinden
Der Kanton bestand aus 13 Gemeinden:
| Gemeinde                | Einwohner Jahr | Fläche km² | Bevölkerungsdichte | Code INSEE | Postleitzahl |
| ----------------------- | -------------- | ---------- | ------------------ | ---------- | ------------ |
| Avernes-sous-Exmes      | 83 (2013)      | –          | – Einw./km²        | 61019      | 61310        |
| Le Bourg-Saint-Léonard  | 428 (2013)     | –          | – Einw./km²        | 61057      | 61310        |
| La Cochère              | 148 (2013)     | –          | – Einw./km²        | 61110      | 61310        |
| Courménil               | 124 (2013)     | –          | – Einw./km²        | 61131      | 61310        |
| Exmes                   | 303 (2013)     | –          | – Einw./km²        | 61157      | 61310        |
| Fel                     | 264 (2013)     | –          | – Einw./km²        | 61161      | 61160        |
| Ginai                   | 97 (2013)      | –          | – Einw./km²        | 61190      | 61310        |
| Omméel                  | 135 (2013)     | –          | – Einw./km²        | 61315      | 61160        |
| Le Pin-au-Haras         | 301 (2013)     | –          | – Einw./km²        | 61328      | 61310        |
| Saint-Pierre-la-Rivière | 170 (2013)     | –          | – Einw./km²        | 61449      | 61310        |
| Silly-en-Gouffern       | 399 (2013)     | –          | – Einw./km²        | 61474      | 61310        |
| Survie                  | 148 (2013)     | –          | – Einw./km²        | 61477      | 61310        |
| Villebadin              | 133 (2013)     | –          | – Einw./km²        | 61504      | 61310        |